# Kibaha
Kibaha is een stad in Tanzania en is de hoofdplaats van de regio Pwani.
In 2002 telde Kibaha 54.093 inwoners.